# 洪茶丘
洪 茶丘（ホン・タグ、こう ちゃきゅう / こう さきゅう、1244年 - 1291年）は、高麗人として元朝に仕えた軍人。名は俊奇、茶丘（čarγu、チャーグ）はモンゴル名で小字（幼名）。主君のクビライ・カアンから常に小字で呼ばれていた。洪福源の次男。唐城の出身。

## 人物
父の洪福源は高麗北部の国境を守る軍人であったが、モンゴルの攻撃を受けて1231年（辛卯）に降伏したうえ、モンゴルの高麗侵攻にも協力したという。このため、1258年（戊午）に父は高麗の王族の永寧公王綧の讒言を受けて、元にて処刑された。懸命の働き掛けで中統2年（1261年）に名誉回復されたが、これを恨んだ子の洪茶丘はその後、祖国である高麗に対して激しく憎悪を燃やしたと伝わる。洪福源の職を継いで管領帰附高麗軍民総管となった。
洪茶丘は元のクビライの下で将軍となり、至元8年（1271年）には三別抄の反乱鎮圧に司令官である鳳州経略使のヒンドゥ（忻都）指揮下で活躍する。王綧の兄の承化侯王温は、三別抄より元に対抗する高麗王として擁立されていた。王綧と王雍親子も鎮圧に動員されていたが、その嘆願にもかかわらず、捕えられた王温親子は洪茶丘に殺害された。その後、クビライが日本遠征を計画すると、監督造船官軍民総管を命じられ、高麗人に対して重い賦役を強いた。至元11年（1274年）の文永の役では総司令官のヒンドゥに従い、劉復亨とともに元軍の副司令官（右副元帥）を務めて日本に攻め入るが、日本軍の激しい抵抗に遭い、撤退を余儀無くされた。
その後も祖国に対して厳しい賦役を強いると共に、文永の役では中軍の都監使・弘安の役では管領高麗軍都元帥および征日本都元帥として従軍した（同国人である）金方慶を讒言して陥れようとしたりしたともされている。
至元18年（1281年）の弘安の役に際しては東路軍の司令官、東征都元帥として出陣したが、志賀島の戦いにおいて日本軍に大敗し、日本軍の追撃を受けて自身も危うく討ち死に寸前まで追い詰められている。その後、至元20年（1283年）にクビライが第3回の日本侵攻を計画したときにも、その軍備を整える役目を果たしている。
これらの経緯から、現代の韓国においては洪茶丘は祖国を裏切った裏切者として非難されている。一方、クビライは元朝の方面軍で将官を務めさせるなど、洪茶丘を重用したとされている。

## 伝記資料
- 『元史』巻154 列伝第41「洪福源伝」
- 『元史』巻208 列伝第95 外夷1「高麗伝」
- 『新元史』巻176 列伝第73「洪福源伝」